# Butanthiol
Butanthiol, systematicky butan-1-thiol, je organická sloučenina se vzorcem CH3(CH2)2CH2SH, těkavá a silně zapáchající bílá kapalina.

## Výroba a vlastnosti
Butan-1-thiol se vyrábí radikálovou adicí sulfanu na but-1-en, spouštěnou ultrafialovým zářením. Butanthiol je vysoce hořlavý.

## Použití
Butanthiol má využití jako průmyslové rozpouštědlo[zdroj?] a jako meziprodukt výroby defoliantů používaných při sklízení bavlny.

## Bezpečnost
Butan-1-thiol je žíravý a ve vyšších koncentracích způsobuje, obzvláště při delším vystavení, vážné poškození zdraví; vyšší koncentrace mohou způsobit bezvědomí a kóma. Při styku s kůží a sliznicemi dochází k popáleninám, v očích vyvolává zhoršení zraku až slepotu.